# مغامرات دنكي
مغامرات دنكي مسلسل رسوم متحركة أمريكي من إنتاج شركة حنا وباربيرا عرض لأول مره عام 1978 واستمر حتى عام 1981 .

## روابط خارجية
- مغامرات دنكي على موقع IMDb (الإنجليزية)
- مغامرات دنكي على موقع فيلمافينيتي (الإسبانية)
- مغامرات دنكي على موقع كينوبويسك (الروسية)
- مغامرات دنكي على موقع قاعدة بيانات الفيلم (الإنجليزية)
- Dinky Dog نسخة محفوظة 21 سبتمبر 2015 at Archive.is at the قاعدة بيانات الرسوم المتحركة الكبيرة
- Dinky Dog @ Toonarific Cartoons